# Primera División Amateur 2021
Het seizoen 2021 van de Primera División Amateur was het vijfde seizoen van deze Uruguayaanse voetbalcompetitie op het derde niveau. De competitie begon op 7 september en eindigde op 11 december 2021.

## Teams
Er namen 21 ploegen deel aan de Primera División Amateur tijdens het seizoen 2021. Zeventien ploegen deden vorig seizoen ook mee aan deze competitie. Club Deportivo Colonia, Paysandú FC en Salto FC keerden na een lange afwezigheid weer terug in de voetbalpiramide. Salto had in 2004 voor het laatst meegespeeld, Deportivo Colonia en Paysandú keerden voor het eerst sinds 2006 weer terug. Verder werd Uruguay Montevideo FC vorig seizoen kampioen en promoveerde naar de Segunda División. Hun plek werd ingenomen door Tacuarembó FC dat uit de Segunda División was gedegradeerd.
Canadian SC speelde dit seizoen niet meer in collaboratie met CSyD Keguay.
| Club                      | Stad             | Vorig seizoen |
| ------------------------- | ---------------- | ------------- |
| CA Alto Perú              | Montevideo       | 17e           |
| CA Artigas                | Montevideo       | 12e           |
| CA Basáñez                | Montevideo       | 5e            |
| CA Bella Vista            | Montevideo       | 7e            |
| Canadian SC               | Montevideo       | 14e           |
| Colón FC                  | Montevideo       | 2e            |
| Club Deportivo Colonia    | Juan Lacaze      | Geen deelname |
| Huracán FC                | Montevideo       | 4e            |
| CSD Huracán Buceo         | Montevideo       | 13e           |
| La Luz FC                 | Montevideo       | 3e            |
| CSD Los Halcones          | Montevideo       | 18e           |
| CA Mar de Fondo           | Montevideo       | 15e           |
| CS Miramar Misiones       | Montevideo       | 6e            |
| Club Oriental de Football | La Paz           | 11e           |
| CD Parque del Plata       | Parque del Plata | 9e            |
| Paysandú FC               | Paysandú         | Geen deelname |
| CA Platense               | Montevideo       | 16e           |
| IA Potencia               | Montevideo       | 8e            |
| Salto FC                  | Salto            | Geen deelname |
| Salus FC                  | Montevideo       | 10e           |
| Tacuarembó FC             | Tacuarembó       | 11e (2ª)      |

## Primera Fase
De Primera Fase (eerste fase) werd gespeeld van 7 september tot en met 14 oktober 2021. De 21 deelnemende ploegen werden in twee groepen geloot (tien ploegen in Groep A en elf in Groep B). In beide groepen speelden de ploegen eenmaal tegen elkaar. De vier beste ploegen per groep kwalificeerden zich voor de tweede fase, waarin gestreden werd om de titel en bijbehorende promotie naar de Segunda División.
CA Bella Vista werd winnaar van Groep A. Ze wonnen hun eerste vijf duels en behielden de koppositie in het vervolg van de eerste fase. De een-na-laatste wedstrijd wonnen ze van het (op dat moment nog ongeslagen) Paysandú FC, waarmee ze de kwalificatie voor de tweede fase en de groepswinst veiligstelden. Ook CA Basáñez en Salto FC verzekerden zich in die speelronde van de volgende ronde. Het vierde en laatste ticket voor de tweede fase werd op de laatste speeldag betwist tussen CS Miramar Misiones en Paysandú. Daarin verloor Paysandú, waardoor de Cebritas - die zelf wonnen - zich ook plaatsten voor de tweede fase. 
In Groep B was La Luz FC de sterkste ploeg. Van hun eerste zeven wedstrijden wonnen ze er zes, waarna ze zich verzekerd hadden van een plekje in de tweede fase. Ook degradant Tacuarembó FC had op dat moment nog niet verloren en was reeds zeker van kwalificatie. De ongeslagen status van beide ploegen bleef intact toen hun onderlinge duel de daaropvolgende speelronde in 1–1 eindigde. La Luz haalde echter geen punten meer in de laatste twee wedstrijden, waardoor Tacuarembó nog groepswinnaar kon worden. Op de laatste speeldag waren er nog vier ploegen die kans maakten om zich voor de tweede fase te kwalificeren. Van dat kwartet stonden Colón FC en Salus FC er het beste voor. Zij speelden tegen elkaar gelijk (0–0), wat voor beide ploegen voldoende was om door te stoten.
Vijf van de acht ploegen die zich plaatsten voor de tweede fase eindigden vorig seizoen ook in de top-acht. Salto (vorig seizoen geen deelname), Salus en Tacuarembó (vorig seizoen nog actief in de Segunda División) namen de plek in van Huracán, Potencia en Uruguay Montevideo (gepromoveerd naar de Segunda División).

### Groep A
|     | Club                | Sp. | W | G | V | Pnt. | DV | DT | DS  | Tot. |
| --- | ------------------- | --- | - | - | - | ---- | -- | -- | --- | ---- |
| 1.  | CA Bella Vista      | 9   | 6 | 2 | 1 | 20   | 11 | 6  | +5  | 22,2 |
| 2.  | CA Basáñez          | 9   | 5 | 3 | 1 | 18   | 14 | 4  | +10 | 20   |
| 3.  | CS Miramar Misiones | 9   | 5 | 2 | 2 | 17   | 21 | 9  | +12 | 18,9 |
| 4.  | Salto FC            | 9   | 4 | 4 | 1 | 16   | 14 | 5  | +9  | 17,8 |
| 5.  | Paysandú FC         | 9   | 2 | 5 | 2 | 11   | 12 | 7  | +5  | 12,2 |
| 6.  | CSD Huracán Buceo   | 9   | 2 | 5 | 2 | 11   | 10 | 10 | 0   | 12,2 |
| 7.  | CA Mar de Fondo     | 9   | 2 | 3 | 4 | 9    | 9  | 12 | –3  | 10   |
| 8.  | Huracán FC          | 9   | 2 | 2 | 5 | 8    | 10 | 15 | –5  | 8,9  |
| 9.  | CSD Los Halcones    | 9   | 1 | 3 | 5 | 6    | 5  | 17 | –12 | 6,7  |
| 10. | CA Alto Perú        | 9   | 0 | 3 | 6 | 3    | 5  | 26 | –21 | 3,3  |

### Groep B
|     | Club                      | Sp. | W | G | V | Pnt. | DV | DT | DS  |
| --- | ------------------------- | --- | - | - | - | ---- | -- | -- | --- |
| 1.  | Tacuarembó FC             | 10  | 6 | 4 | 0 | 22   | 20 | 6  | +14 |
| 2.  | La Luz FC                 | 10  | 6 | 2 | 2 | 20   | 18 | 9  | +9  |
| 3.  | Colón FC                  | 10  | 4 | 5 | 1 | 17   | 18 | 10 | +8  |
| 4.  | Salus FC                  | 10  | 4 | 5 | 1 | 17   | 11 | 7  | +4  |
| 5.  | Canadian SC               | 10  | 5 | 1 | 4 | 16   | 15 | 15 | 0   |
| 7.  | CA Artigas                | 10  | 3 | 4 | 3 | 13   | 11 | 9  | +2  |
| 6.  | Club Oriental de Football | 10  | 3 | 3 | 4 | 12   | 11 | 11 | 0   |
| 8.  | CA Platense               | 10  | 4 | 0 | 6 | 12   | 15 | 20 | –5  |
| 9.  | Club Deportivo Colonia    | 10  | 2 | 3 | 5 | 9    | 13 | 18 | –5  |
| 10. | IA Potencia               | 10  | 2 | 1 | 7 | 7    | 7  | 23 | –16 |
| 11. | CD Parque del Plata       | 10  | 1 | 2 | 7 | 5    | 12 | 23 | –11 |

### Legenda
| Kleur | Kwalificatie voor |
| ----- | ----------------- |
|       | Segunda Fase      |

## Segunda Fase
De Segunda Fase (tweede fase) of Liguilla werd gespeeld van 17 oktober tot en met 25 november 2021. De vier beste ploegen uit beide groepen kwalificeerden zich voor deze fase, waarbij de resultaten uit de eerste groepsfase ook meetelden. Omdat de ploegen in Groep A een wedstrijd minder hadden gespeeld werd hun puntentotaal vermenigvuldigd met 1⅑. Hierdoor begon CA Bella Vista als koploper aan de tweede fase met (afgerond) 22,2 punten. De deelnemers speelden vervolgens eenmaal tegen elkaar.
De ploeg met het meeste punten werd kampioen en promoveerde naar de Segunda División. De nummer twee kwalificeerde zich voor de Repechaje (nacompetitie) tegen een ploeg uit de Segunda División met een plekje in die divisie als inzet. Indien er twee ploegen gelijk eindigden in de strijd om de eerste of de tweede plaats, dan werd er een beslissingswedstrijd gespeeld.
Koploper Bella Vista had de laatste wedstrijd in de eerste fase gelijkgespeeld tegen Salto FC en opende de tweede fase ook tegen die tegenstander. Ditmaal wisten ze wel te winnen, maar door een gelijkspel tegen Colón FC en een nederlaag tegen La Luz FC raakten ze de koppositie na de derde wedstrijd kwijt aan La Luz, dat samen met CS Miramar Misiones de beste start had (7 punten behaald in de eerste drie wedstrijden). La Luz, Bella Vista, Tacuarembó FC, CA Basáñez en Miramar Misiones stonden op dat moment binnen twee punten van elkaar.
In de vierde speelronde op 6 en 7 november won Tacuarembó van La Luz. De andere drie ploegen in de kop van het klassement wonnen hun wedstrijd, waardoor de drie verliezers (Colón FC, Salto FC en Salus FC) definitief uitgeschakeld waren voor een plek bij de beste vier. Bella Vista nam de leiding weer over, maar door een gelijkspel tegen Tacuarembó verloren ze die tijdelijk aan Miramar Misiones. Doordat de Cebritas tegen La Luz punten lieten liggen kon Bella Vista - dat zelf wel won - de eerste plaats weer overnemen, met nog een wedstrijd te spelen.
Op de slotdag speelden koploper Bella Vista en nummer twee Miramar Misiones tegen elkaar. Zij konden als enige twee ploegen nog kampioen worden, maar voor de strijd om de tweede plaats kwamen La Luz en Tacuarembó ook nog in aanmerking. In het Estadio José Nasazzi kwam Miramar Misiones op voorsprong, maar de Papales maakte voor rust gelijk. In de tweede helft bleef het lang 1–1, maar in de slotfase scoorden Héctor Acuña en Brian Vargas voor Miramar Misiones, dat daardoor kampioen werd en voor het eerst sinds 2018 weer terugkeerde naar het tweede niveau. Zij waren uiteindelijk ook de enige ploeg die in de Liguilla ongeslagen was gebleven (vijf zeges en twee gelijke spelen).
Omdat La Luz en Tacuarembó allebei wonnen zakte Bella Vista nog naar de vierde plaats. De strijd om de tweede plek was geëindigd in een gelijke stand tussen La Luz en Tacuarembo. Zij speelden daarom een week later een beslissingswedstrijd om te bepalen wie via de nacompetitie nog kans had op promotie. Deze wedstrijd werd met 3–0 gewonnen door La Luz, dat het daardoor mocht opnemen tegen CA Villa Teresa om een plekje in de Segunda División.

### Klassement Segunda Fase
|    | Club                | Sp. | W | G | V | Pnt. | DV | DT | DS |
| -- | ------------------- | --- | - | - | - | ---- | -- | -- | -- |
| 1. | CS Miramar Misiones | 7   | 5 | 2 | 0 | 17   | 10 | 3  | +7 |
| 2. | La Luz FC           | 7   | 4 | 2 | 1 | 14   | 8  | 4  | +4 |
| 3. | Tacuarembó FC       | 7   | 3 | 3 | 1 | 12   | 8  | 5  | +3 |
| 4. | CA Bella Vista      | 7   | 3 | 2 | 2 | 11   | 5  | 4  | +1 |
| 5. | CA Basáñez          | 7   | 3 | 0 | 4 | 9    | 6  | 7  | –1 |
| 6. | Salto FC            | 7   | 1 | 2 | 4 | 5    | 6  | 9  | –3 |
| 7. | Salus FC            | 7   | 0 | 4 | 3 | 4    | 3  | 8  | –5 |
| 8. | Colón FC            | 7   | 1 | 1 | 5 | 4    | 4  | 10 | –6 |

## Totaalstand
|     | Club                      | Sp. | W  | G | V | Pnt. | DV | DT | DS  |
| --- | ------------------------- | --- | -- | - | - | ---- | -- | -- | --- |
| 1.  | CS Miramar Misiones       | 16  | 10 | 4 | 2 | 35,9 | 31 | 12 | +19 |
| 2.  | Tacuarembó FC             | 17  | 9  | 7 | 1 | 34   | 28 | 11 | +17 |
| 3.  | La Luz FC                 | 17  | 10 | 4 | 3 | 34   | 26 | 13 | +13 |
| 4.  | CA Bella Vista            | 16  | 9  | 4 | 3 | 33,2 | 16 | 10 | +6  |
| 5.  | CA Basáñez                | 16  | 8  | 3 | 5 | 29   | 20 | 11 | +9  |
| 6.  | Salto FC                  | 16  | 5  | 6 | 5 | 22,8 | 20 | 14 | +6  |
| 7.  | Colón FC                  | 17  | 5  | 6 | 6 | 21   | 22 | 20 | +2  |
| 8.  | Salus FC                  | 17  | 4  | 9 | 4 | 21   | 14 | 15 | –1  |
| 9.  | Canadian SC               | 10  | 5  | 1 | 4 | 16   | 15 | 15 | 0   |
| 10. | CA Artigas                | 10  | 3  | 4 | 3 | 13   | 11 | 9  | +2  |
| 11. | Paysandú FC               | 9   | 2  | 5 | 2 | 12,2 | 12 | 7  | +5  |
| 12. | CSD Huracán Buceo         | 9   | 2  | 5 | 2 | 12,2 | 10 | 10 | 0   |
| 13. | Club Oriental de Football | 10  | 3  | 3 | 4 | 12   | 11 | 11 | 0   |
| 14. | CA Platense               | 10  | 4  | 0 | 6 | 12   | 15 | 20 | –5  |
| 15. | CA Mar de Fondo           | 9   | 2  | 3 | 4 | 10   | 9  | 12 | –3  |
| 16. | Club Deportivo Colonia    | 10  | 2  | 3 | 5 | 9    | 13 | 18 | –5  |
| 17. | Huracán FC                | 9   | 2  | 2 | 5 | 8,9  | 10 | 15 | –5  |
| 18. | IA Potencia               | 10  | 2  | 1 | 7 | 7    | 7  | 23 | –16 |
| 19. | CSD Los Halcones          | 9   | 1  | 3 | 5 | 6,7  | 5  | 17 | –12 |
| 20. | CD Parque del Plata       | 10  | 1  | 2 | 7 | 5    | 12 | 23 | –11 |
| 21. | CA Alto Perú              | 9   | 0  | 3 | 6 | 3,3  | 5  | 26 | –21 |

### Legenda
| Kleur | Kwalificatie voor                        |
| ----- | ---------------------------------------- |
|       | Promotie naar de Segunda División 2022   |
|       | Beslissingswedstrijd om de tweede plaats |

#### Beslissingswedstrijd om de tweede plaats
|                                    |                                             |                    |               |                                                                                   |
| 30 november 2021 16:30 uur (UTC−3) | La Luz FC                                   | 3 – 0              | Tacuarembó FC | Estadio Juan Antonio Lavalleja, Trinidad Scheidsrechter: Bruno Sacarelo (Uruguay) |
| 30 november 2021 16:30 uur (UTC−3) | García 20' Dos Santos 53' (e.d.) Burgos 62' | Verslag (Tenfield) |               | Estadio Juan Antonio Lavalleja, Trinidad Scheidsrechter: Bruno Sacarelo (Uruguay) |

## Nacompetitie
La Luz FC, de winnaar van het duel om de tweede plaats, nam het op tegen CA Villa Teresa, de ploeg die in de degradatietabel van de Segunda División als een-na-laatste was geëindigd. De winnaar zou volgend seizoen in de Segunda División spelen en de verliezer zou uitkomen in de Primera División Amateur. De eerste wedstrijd werd door Villa Teresa met 2–0 gewonnen. In de terugwedstrijd kwam El Villa snel op voorsprong, maar La Luz kon de score nog omdraaien en in de blessuretijd maakten ze de 3–1, waardoor de stand over twee duels gelijk was. In de verlenging werd niet meer gescoord; de daaropvolgende strafschoppenserie werd door La Luz beter genomen. Hierdoor keerden Los Merengues de Aires Puros voor het eerst sinds 2008/09 weer terug op het tweede niveau. Villa Teresa degradeerde naar het derde niveau, waar ze in 2010/11 voor het laatst actief op waren geweest.
|                                   |                               |               |           |                                                                     |
| 6 december 2021 19:00 uur (UTC−3) | CA Villa Teresa               | 2 – 0         | La Luz FC | Estadio Charrúa, Montevideo Scheidsrechter: Diego Dunajec (Uruguay) |
| 6 december 2021 19:00 uur (UTC−3) | Fagúndez 45' Ayala 80' (pen.) | Verslag (AUF) |           | Estadio Charrúa, Montevideo Scheidsrechter: Diego Dunajec (Uruguay) |

|                                    |                                              |               |                                                |                                                                             |
| 11 december 2021 17:15 uur (UTC−3) | La Luz FC                                    | 3 – 1 (n.v.)  | CA Villa Teresa                                | Estadio Luis Franzini, Montevideo Scheidsrechter: Nicolás Vignolo (Uruguay) |
| 11 december 2021 17:15 uur (UTC−3) | Méndez 35' Siles 45' Píriz 90+12'            | Verslag (AUF) | 3' Osores                                      | Estadio Luis Franzini, Montevideo Scheidsrechter: Nicolás Vignolo (Uruguay) |
| 11 december 2021 17:15 uur (UTC−3) | Strafschoppen                                |               |                                                | Estadio Luis Franzini, Montevideo Scheidsrechter: Nicolás Vignolo (Uruguay) |
| 11 december 2021 17:15 uur (UTC−3) | Cardozo Méndez Viera Martiñones Píriz García | 3 – 2         | Ramírez Cuello Currais Almirón Ayala Rodríguez | Estadio Luis Franzini, Montevideo Scheidsrechter: Nicolás Vignolo (Uruguay) |

3-3 over twee wedstrijden. La Luz FC wint met 3-2 na strafschoppen en promoveert naar de Segunda División. CA Villa Teresa degradeert naar de Primera División Amateur

## Topscorers
Gustavo Bortoli (Deportivo Colonia) en Martín Mederos (Parque del Plata) scoorden ieder zevenmaal en deelden daarmee de topscorerstitel.
| №  | Speler             | Club                   | Goals |
| -- | ------------------ | ---------------------- | ----- |
| 1. | Gustavo Bortoli    | Club Deportivo Colonia | 7     |
| 1. | Martín Mederos     | CD Parque del Plata    | 7     |
| 3. | Guillermo Méndez   | La Luz FC              | 6     |
| 3. | Ignacio San Martín | CS Miramar Misiones    | 6     |